# M/S Enköping

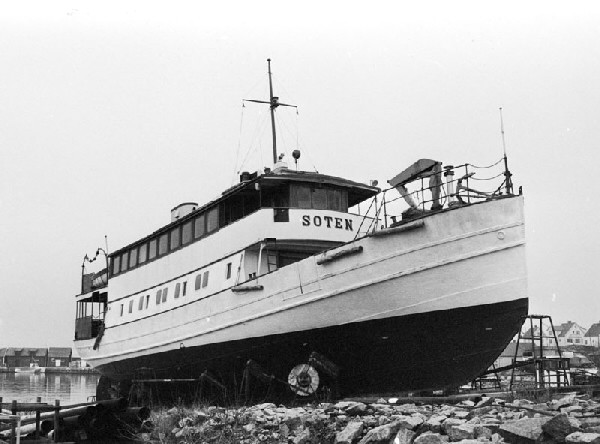
M/S Soten upplagd på Västkusten. Skorstenen skiljer sig från dagens, som är en rekonstruktion av originalet.

M/S Enköping är Strömma Kanalbolagets äldsta fartyg. Hon är också det äldsta fartyget i Lloyd's Register som fortfarande går i reguljär trafik.

## Historik
S/S Enköping byggdes på Oskarshamns Mekaniska Verkstad för Bockholmssundsbolaget och sattes in i trafik på Mälaren 1868. Hon såldes 1885 till Ångfartygs AB Östhammar, döptes om till S/S Östhammar och sattes in på rutten Stockholm–Östhammar. År 1900 återvände hon till Mälaren under namnet S/S Skokloster. 1910 gick Ångfartygs AB Sigtuna i konkurs och fartyget såldes året därpå till Ångfartygs AB Sylfid i Norrtälje och fick namnet S/S Arholma. 1915 hamnade hon i Värmland hos Ångfartygs AB Glafsfjorden i Arvika och döptes om till S/S Glafsfjorden. 1935 trafikerade hon västkusten, först under namnet S/S Södra Skärgården och efter andra världskriget som M/S Soten med ny dieselmaskin, bland annat för Styrsöbolaget. 1959 såldes hon till en privat ägare i Kungshamn. 1989 var hon genom Ångfartygs AB Strömma Kanal åter tillbaka i Stockholm och under sitt ursprungliga namn, Enköping. M/S Enköping k-märktes 2011.

## Bildgalleri

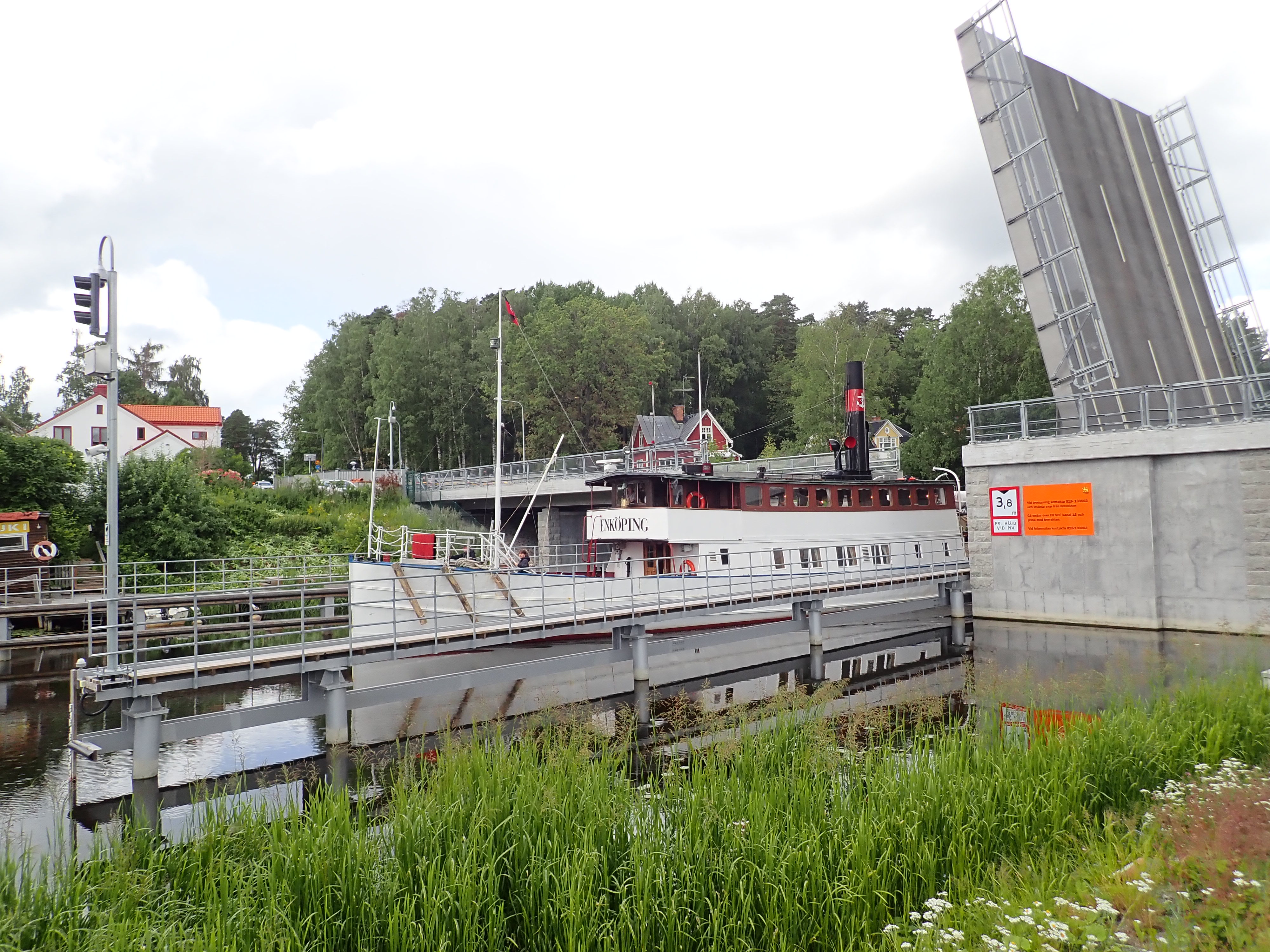
M/S Enköping passerar Flottsundsbron på väg mot Ekoln i Mälaren. Bilden är tagen från Kungshamn-Morgas naturreservat.
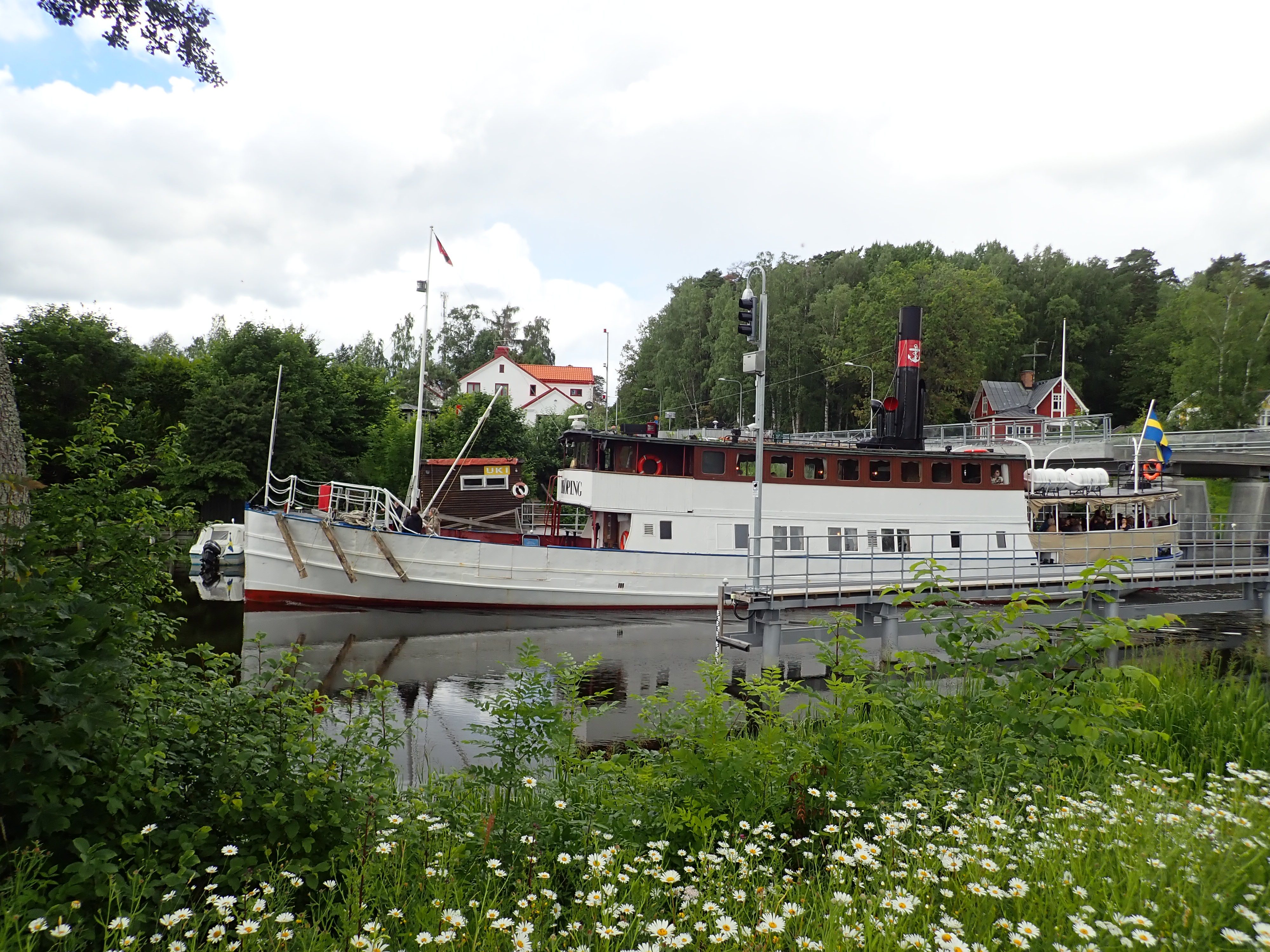
M/S Enköping vid Flottsundsbron.
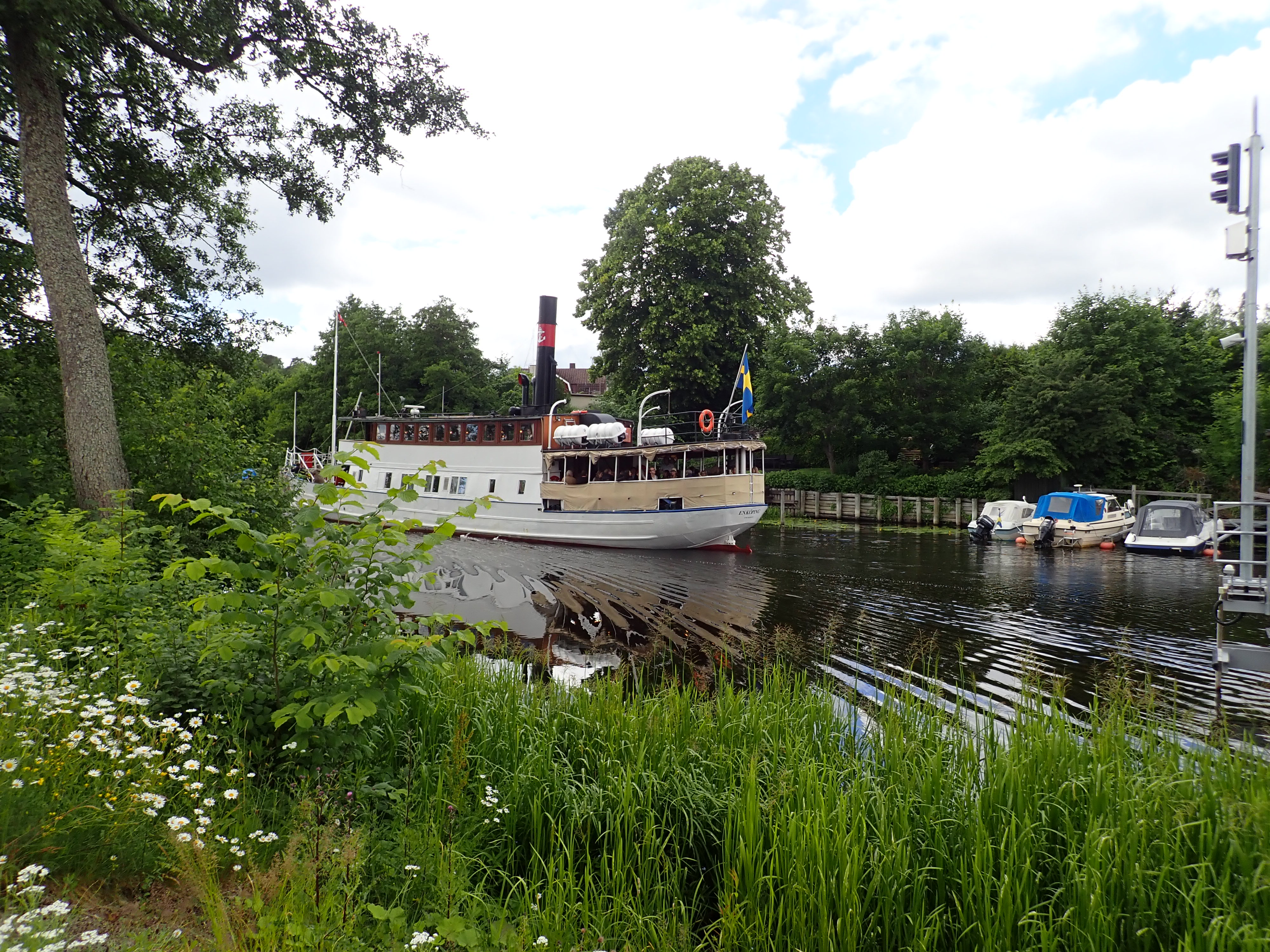
M/S Enköping passerar Flottsund.
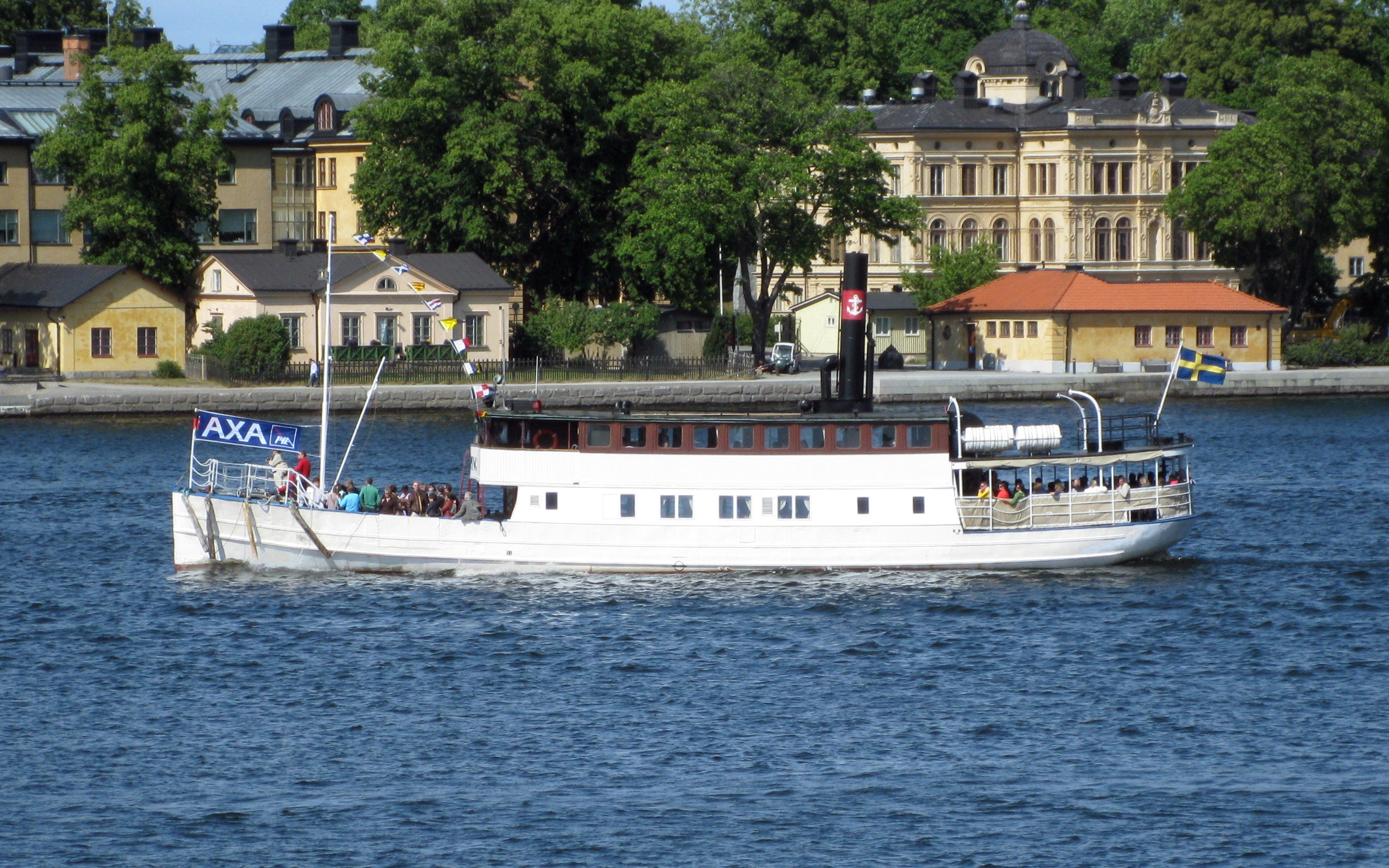
M/S Enköping framför Skeppsholmen.
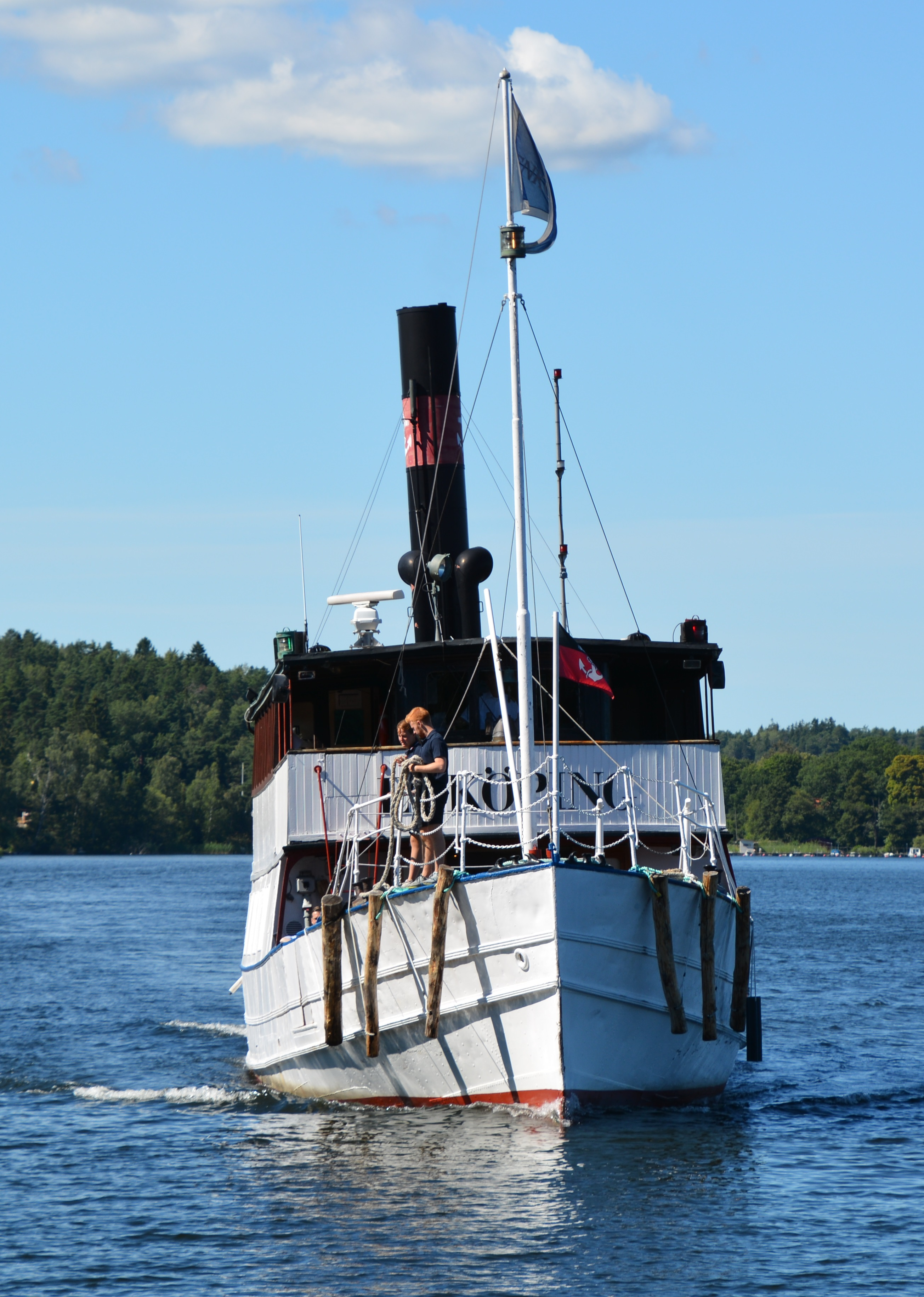
M/S Enköping närmar sig Mälarhöjdsbadet i Stockholm.